# Kiruna landsfiskalsdistrikt
Kiruna landsfiskalsdistrikt var 1918–1964 ett landsfiskalsdistrikt i Norrbottens län, bildat när Sveriges indelning i landsfiskalsdistrikt trädde i kraft den 1 januari 1918, enligt beslut den 7 september 1917. Den 1 januari 1965 avskaffades i Sverige samtliga landsfiskaler och landsfiskalsdistrikt, och deras arbetsuppgifter delades upp på de nyskapade indelningarna polisdistrikt, åklagardistrikt och kronofogdedistrikt.
Landsfiskalsdistriktet låg under länsstyrelsen i Norrbottens län.

## Ingående områden
Distriktet bestod ursprungligen av Jukkasjärvi församling som låg i Jukkasjärvi landskommun. 1 januari 1948 ombildades Jukkasjärvi landskommun till Kiruna stad, samtidigt som Vittangi landsfiskalsdistrikt införlivades i detta distrikt. Från och med samma datum skulle det finnas två landsfiskaler anställda inom distriktet, den ene med Vittangi församling som tjänstgöringsområde och den andre med resten av distriktet som tjänstgöringsområde, samt rollen som förman för den förre samt polischef i distriktet. Vad enligt annan lag eller författning än lagen om polisväsendet i riket och polisreglementet för riket ankommer på polischef skulle dock inom Vittangi församling fullgöras av den därstädes tjänstgörande landsfiskalen. När Sveriges nya indelning i landsfiskalsdistrikt trädde i kraft den 1 januari 1952 (enligt kungörelsen 1 juni 1951) utbröts åter Vittangi församling till ett eget landsfiskalsdistrikt.

### Från 1918
- Jukkasjärvi församling i Jukkasjärvi landskommun

### Från 1948
- Kiruna stad

### Från 1952
- Jukkasjärvi församling i Kiruna stad